# Sudán en los Juegos Paralímpicos
Sudán en los Juegos Paralímpicos está representado por el Comité Paralímpico Nacional de Sudán, miembro del Comité Paralímpico Internacional.
Ha participado en dos ediciones de los Juegos Paralímpicos de Verano, su primera presencia tuvo lugar en Arnhem 1980. El deportista Mohamad Ahmed Isam logró la única medalla paralímpica del país en las ediciones de verano, al obtener en Arnhem 1980 la medalla de oro en atletismo en la prueba de lanzamiento de peso (clase 1B).
En los Juegos Paralímpicos de Invierno Sudán no ha participado en ninguna edición.

## Medallero

### Por edición
Juegos Paralímpicos de Verano
| Evento      | Oro | Plata | Bronce | Total |
| ----------- | --- | ----- | ------ | ----- |
| Arnhem 1980 | 1   | 0     | 0      | 1     |
| 1984 – 2000 | –   | –     | –      | –     |
| Atenas 2004 | 0   | 0     | 0      | 0     |
| 2008 – 2024 | –   | –     | –      | –     |
| TOTAL       | 1   | 0     | 0      | 1     |

### Por deporte
Deportes de verano
| Evento    | Oro | Plata | Bronce | Total |
| --------- | --- | ----- | ------ | ----- |
| Atletismo | 1   | 0     | 0      | 1     |
| TOTAL     | 1   | 0     | 0      | 1     |